# Darcy Dolce Neto
Darcy Dolce Neto, o più semplicemente Neto (São José do Rio Preto, 7 febbraio 1981), è un ex calciatore brasiliano, di ruolo difensore.

## Carriera

### Club
Neto prima di trasferirsi all'Aris Salonicco nel 2007 ha giocato in alcuni club in Brasile, tra i quali l'Ituano, l'Atlético Sorocaba, il Botafogo, l'Inter de Limeira, il Paraná, il Fluminense e il Santos. La quota per il suo trasferimento all'Aris è stata di circa 200.000 euro. Subito si stabilì in partenza in sostituzione di un altro brasiliano, Tuta.

## Palmarès

### Club

#### Competizioni nazionali
- Campeonato Paulista Série A2: 1

Inter de Limeira: 2004
- Campionato Carioca: 1

Fluminense: 2005
- Campionato paulista: 2

Santos: 2006, 2007
- Campionato Baiano: 1

Bahia: 2012